# Reflex Zenekar
A  ’60-as évek végén alakult legendás miskolci rockbanda 1970-74-ig felkapott és népszerű balatoni szórakozóhelyeken játszik: két szezont a Fonyódi Lidóban és egyet a Balatonszemesi Vigadóban, ahol Bárdos István (gitár, ének), Kovács Kálmán (bassgitár, ének), Kolencsik Imre – Szergely (billentyűk), Majancsik Elemér -Emil (dob) összeállításban játszik.
A zenekar 1974 őszén – a Balatonról visszatérve – robban be Miskolc zenei életébe. Ferlinghetti: Egyes szám, negyedik személy című darabjának rock musical változatához keresnek zenekart és a válogatót a Reflex nyeri meg. A bemutatót követően a Molnár Béla Ifjúsági Ház lesz a zenekar székhelye, itt kezdi meg működését a Reflex klub, amely – elsősorban a középiskolások körében – rövid idő alatt a város egyik legnépszerűbb klubjává válik. ’75 nyarán a zenekar átalakul, és ekkor alakul ki a „klasszikus felállás”: Bárdos István (ének, gitár), Csapó György (dob), Kovács Kálmán (bassgitár), Regős Zsolt (billentyű), Takács Gábor (szólógitár). A hirtelen népszerűvé vált zenekar nemcsak itthon, hanem a határainkon túl is ismertségre tesz szert. 76-ban és 78-ban két alkalommal turnézik Lengyelországban, és számos szlovákiai előadás színesíti a zenekar életét. A DVTK, Miskolc labdarúgócsapata 1977-ben felkéri az együttes a labdarúgócsapat indulójának megírására, és a „Hajrá Diósgyőr” dal a labdarúgóklub hivatalos indulójává válik, amelyet a klub mind a mai napig használ.
1978 tavaszán Csapó György dobos az Eddába igazol, így távozásával a népszerű formáció felbomlik. Az útkeresés során Bárdos István és Takács Gábor mellé előbb Fehér Zsolt, Fancsik Zoltán és Papp Tibor érkezik, majd 1979 őszén a zenekar teljes átalakuláson esik át. Csak a zenekarvezető, énekes Bárdos István marad, és vezetésével egy kifejezett kemény rockzenét játszó banda jön létre. Tagok: Báthori László(gitár), Bárdos István (ének), Csonka Zsolt (billentyű), Kolozsi György (bassgitár), Kormos Zoltán (dob). Egy évvel később a dobok mögé Horváth József (Jerom) ül. A zenekar sikeres ORI vizsgát tesz, felkerül az országos slágerlistákra, és előzenekarként folyamatosan együtt turnézik az akkor legismertebb bandákkal (P.Mobil, Hobó Blues Band, Kartágó, Piramis, Korál , stb). Országos ismertsége során fellép a legnagyobb fesztiválokon, és játszik az ország valamennyi Ifjúsági Parkjában. Szerepel a Pulzus és a Rock-Reflektor tv-műsorokban is. Egy szerencsétlen félreértés kapcsán a zenekart fél évre eltiltják a miskolci fellépésektől, de ez nem okoz gondot a csapat életében. A sikeres formáció végül a tagok egyet nem értése miatt 1982-ben felbomlik, és egy hosszabb szünet következik a zenekar életében.
A Non Stop Rádió a Vén Teenager Party rendezvénye keretén belül színpadra hívja az egykori ismert miskolci bandákat (Építők, „Tröszt” zenekar, Héliosz, Szinkron), és ezen 1997-ben a Reflex a korábbi tagokból alakult formációval lép fel. Az újra indulás ismét több mint két évtizedes sikeres pályát eredményez. A Bárdos István (ének, zenekarvezető), Báthori László (gitár), Kovács Kálmán (bassgitár), Regős Zsolt (billentyű), Kolencsik Imre – Szergely (billentyű) formációhoz 2012-ben csatlakozik Sproha Ferenc billentyűs (Ex Tandem), Földes Gábor dobos (Ex Slamó Band) és Gulyás Szabina énekes. A zenekar újra fesztiválok és nagy színpadok rendszeres fellépőivé válik.
Madárijesztő és Visszatérő álom címen két CD jelenik meg. A zenekar 2014-től Zalatnay Sarolta és a Reflex produkció néven Zalatnay koncertzenekarává válik, és országhatáron belül, és azon túl is sikeres előadásokat bonyolít. A telt házas Zalatnay ’70  jubileumi koncertre 2018-ban az Erkel Színházban kerül sor. Ezt követően tíz előadásos Felvidéki turnéra indulnak Kassától Pozsonyig. A sikereket és a lendületet a Covid járvány töri meg. A zenekar (egy-két tag kivételével) ma is Zalatnay koncertjeinek kísérőzenekara.
A Reflex 2015-ben megkapja Miskolc város Nívódíját. A zenekar története képekben és videókon a www.reflexrock.hu honlapon követhető.
2021-ben Miskolci Rocklegenda: REFLEX néven könyv jelenik meg az együttes pályafutásáról.
https://www.biborkiado.hu/termekek/egyeb-konyvek-262/miskolci-rocklegenda-reflex-egy-zenekar-tortenete/641378/
(https://magyarnemzet.hu/kultura/2022/04/egy-videki-majdnem-sztar-zenekar ).    

#### Dalok
- 365 nap
- Bilincs és mosoly
- Madárijesztő
- Dal a hajnalról
- Arthur bácsi
- Prológ
- Charlie Chaplin
- Idegen város
- Hobódal
- Ne nézz rám
- Hajrá Diósgyőr
- Ugye folytatjuk majd
- Haver, adj egy cigit
- 66-os út
- Miskolci Villamoson (feldolgozás)
- Várótermek albérlője
- Álmodj örökké
- Magyarország
- Árvák születése
- Anyám
- Rosszkor születtél
- Emlékek
- Woodstock nemzedék
- Őrült világ (Gulyás Szabina)
- Ne mondd el senkinek (Grenella Orsolya)

### FÓRUM
Eredet:  Miskolc, Magyarország
Aktív évek: 1970-1982, 1997-2019, és napjainkban alkalmanként
Műfaj: rock